# 廣瀬鎮
廣瀬 鎮（広瀬鎮、ひろせ しずむ、1931年（昭和6年）3月23日 - 1994年（平成6年）5月29日）は、千葉県出身の文化人類学者・博物館学者。
財団法人日本モンキーセンターを経て、名古屋学院大学教授をつとめた。猿と人の関係の文化人類学を専攻した。豊田市文化振興財団・研究奨励賞を受賞。

## 略歴
千葉県千葉市生まれ。1956年（昭和31年）立命館大学法学部卒、1962年同大学院文学研究科日本史専攻修士課程修了。
学生時代、本来の専攻とは関係のない京都大学理学部動物学教室の霊長類研究グループでアルバイトをしていた。アルバイト終了後も、当時研究員をしていた間直之助に従って嵐山の野生ニホンザルの調査・研究を手伝い、やがて野外観察に興味を抱くようになる。
立命館大学の大学院（日本史専攻）で、農民一揆におけるかくされた大衆エネルギーについて考究していたが、途中で止めて大手塗料会社の社員となった。
1958年（昭和33年）、日本モンキーセンターの事務職員に転職して以来、付属博物館の創設と拡充に努め、ニホンザルをめぐる科学教育や博物館活動の実践に取り組んだ。博物館学芸員として、学芸部次長、のち学芸部長をつとめる傍ら、全日本博物館学会運営委員、日本展示学会理事などに就任したほか、自著『博物館は生きている』（1972年）、『猿』（1979年）、『アニマルロアの提唱：ヒトとサルの民俗学』（1984年）などを出版した。
1986年（昭和61年）に日本モンキーセンターを退職し、名古屋学院大学経済学部教授（文化人類学）に就任。同大学国際交換計画委員長兼任。1990年外国語学部教授、1994年より同大学国際交流センター長を兼任。
1994年（平成6年）2月に入院、同年5月29日に死去した。63歳没。
日本民族学会、日本民俗学会、日本社会教育学会、日本博物館協会各会員。東海市文化振興協議会会長。

## 著書
- 『博物館は生きている』日本放送出版協会〈NHKブックスジュニア 1〉 1972
- 『猿』法政大学出版局〈ものと人間の文化史 34〉 1979
- 『サルの学校』中公新書 1981
- 『アニマルロアの提唱 ヒトとサルの民俗学』未来社〈ニュー・フォークロア双書〉 1984
- 『猿と日本人 心に生きる猿たち』第一書房 1989
- 『サル百態』第一書房 1992
- 『博物館社会教育論 生涯学習時代の博物館』学文社 1992

### 編著
- 『博物館学講座 4：博物館と地域社会』編著 古賀忠道監修 雄山閣 1979
- 『比較文化研究の世界』編 学術図書出版社 1994

## 論文
- Cinii

## 注
1. ↑  『人物物故大年表』
2. 1 2  青木豊 & 矢島國雄 2012, pp. 293, 302.
3. ↑  『現代日本人名録』1987年
4. 1 2 3 4 5 6  日外アソシエーツ現代人物情報
5. ↑  『アニマルロアの提唱』著者紹介
6. ↑  青木豊 & 矢島國雄 2012, p. 293.
7. ↑  青木豊 & 矢島國雄 2012, pp. 293–294.
8. 1 2  青木豊 & 矢島國雄 2012, p. 302.
9. 1 2  青木豊 & 矢島國雄 2012, p. 294.
10. ↑  青木豊 & 矢島國雄 2012, pp. 295–296.
11. ↑  青木豊 & 矢島國雄 2012, p. 296.